# Dreschvitz
Dreschvitz – gmina w Niemczech, w kraju związkowym Meklemburgia-Pomorze Przednie, w powiecie Vorpommern-Rügen, wchodzi w skład urzędu West-Rügen.

## Toponimia
Nazwa pochodzenia słowiańskiego, poświadczona historycznie w formie Drewsitze (1314), de Dreschevitze (1327), Drewesevitze (1525), pochodzi od rugijskiego imienia *Drevoš z sufiksem dzierżawczym -ici i oznacza tyle co „gród Drevoša”.